# Maison de prêtre de Chanticoq
La maison de prêtre de Locmiquel est une maison de prêtre (presbytère) de Grand-Champ, dans le Morbihan.

## Localisation
La maison est située au nord du hameau de Chanticoq, à environ 3,1 km à vol d'oiseau sud-sud-est du centre-bourg de Grand-Champ.

## Histoire
La maison est construite en 1560, identifiée, malgré l'absence de chapelle proche, comme une maison de prêtre par la présence du relief d'un calice.
Les façades sont inscrites au titre des monuments historiques par arrêté du 29 août 1988.

## Architecture
Construite selon un plan rectangulaire en grand appareil de granite, la maison comporte un rez-de-chaussée, surmonté d'un niveau de combles. Le toit était origienellement constitué de chaume. Une grande cheminée est encore visible dans la salle principale.
Malgré son ancienneté, cette bâtisse est restée dans un bon état de conservation, le volume en ayant été totalement conservé.